# Gregório Paixão Neto

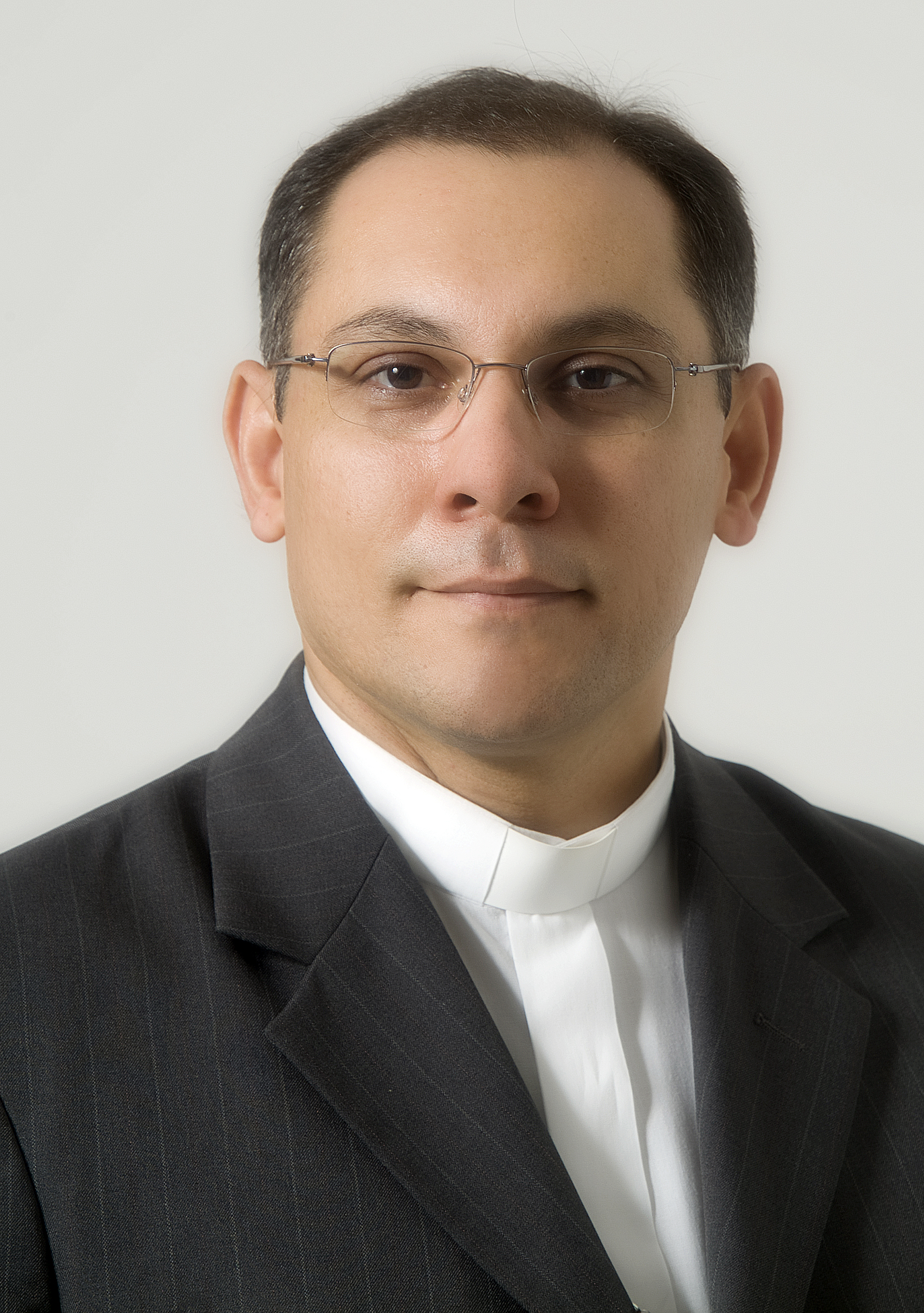
Pater Gregório Paixão Neto OSB (2009)

Wappen von Erzbischof Gregório Paixão Neto.

Gregório Paixão Neto OSB (* 3. November 1964 in Aracaju als Leozírio Paixão Neto) ist ein brasilianischer Ordensgeistlicher und römisch-katholischer Erzbischof von Fortaleza.

## Leben
Gregório Paixão Neto trat circa 1985 in die Benediktinerabtei São Bento in Salvador da Bahia ein und legte dort am 7. Dezember 1986 die Profess ab. Der Bischof von Barreiras, Ricardo José Weberberger OSB, weihte ihn am 18. Juni 1992 zum Diakon und der Erzbischof von São Salvador da Bahia, Lucas Kardinal Moreira Neves OP, weihte ihn am 21. März 1993 zum Priester. Er war zunächst Novizenmeister des Benediktinerklosters in Bahia. Später wurde er Rektor des Colégio São Bento und gehörte dem Wirtschaftsrat des Erzbistums São Salvador da Bahia an.
Papst Benedikt XVI. ernannte ihn am 7. Juni 2006 zum Weihbischof in São Salvador da Bahia und Titularbischof von Ficus. Der Erzbischof von São Salvador da Bahia, Geraldo Majella Kardinal Agnelo, spendete ihm am 29. Juli desselben Jahres die Bischofsweihe; Mitkonsekratoren waren die Weihbischöfe in São Salvador da Bahia, João Carlos Petrini und Josafá Menezes da Silva. Als Wahlspruch wählte er Parare vias Domini – PREPARAR OS CAMINHOS DO SENHOR („Bereitet den Weg für den Herrn“).
Am 10. Oktober 2012 bestellte ihn Papst Benedikt XVI. zum Bischof von Petrópolis. Papst Franziskus ernannte ihn am 11. Oktober 2023 zum Erzbischof von Fortaleza. Seine Amtseinführung fand am 15. Dezember desselben Jahres statt.